# سلافة حجاوي
سلافة حسن حجاوي (1934 - 14 سبتمبر 2021) شاعرة وأديبة فلسطينية من مدينة نابلس.

## حياتها
درست في مدرسة العائشية حتى الصف الثالث الثانوي، إذ كان والدها قد انتقل إلى العراق في العام 1951 للعمل هناك كخياط وتاجر أجواخ، أكملت دراستها الثانوية في مدرسة الرشيد في بغداد، ثم التحقت بكلية الآداب والعلوم وحصلت على شهادة البكالوريوس في اللغة الإنجليزية بمرتبة الامتياز في العام 1956، ونظرا لحصولها على أعلى معدل في الكلية، فقد منحت جائزة العميد وحفر إسمها على لوحة الشرف الخاصة بالكلية.
بعد حصولها على شهادة الماجستير في العلوم السياسية؛ عملت في العراق لسنوات طويلة في مؤسسات جامعة بغداد كمترجمة ثم كباحثة في مركز الدراسات الفلسطينية التابع لكلية العلوم السياسية، وكمحررة لمجلة مركز الدراسات الفلسطينية الصادرة عن المركز ذاته، ثم كمحاضرة في كلية العلوم السياسية.
بدأت الكتابة الإبداعية كشاعرة في وقت مبكر من حياتها، غير أنها لم تبدأ بالنشر إلا بعد حرب حزيران 1967 فابدعت بقصائدها الوطنية. وفي عام 1969، شاركت في مهرجان الشعر العربي التاسع الذي عقد في ختام المؤتمر السابع للإتحاد العام للأدباء العرب، ولقيت قصائدها إستقبالا حافلا وكتبت الصحافة العربية عنها بأنها تنبئ أن تكون صاحبتها شاعرة عربية كبيرة.
بعد حرب أكتوبر 1973 أصيبت بخيبة أمل كبيرة، فهجرت الشعر، وعادت إلى مقاعد الدراسة للتخصص في العلوم السياسية. ولم تعد إلى كتابة الشعر إلا بعد وفاة زوجها السابق، الشاعر العراقي كاظم جواد، حيث بادرت إلى رثائه بقصيدة «سفن الرحيل» التي نشرت على نطاق واسع، ومنذ ذلك الحين، أصبحت موزعة بين حبها لكتابة الشعر، وحبها للكتابة الواقعية في مجال البحوث السياسية والثقافية.
انتمت للثورة الفلسطينية ولحركة التحرير الفلسطيني منذ عام 1969 وكانت في العراق، ونشطت على المستوى الثقافي والنسائي، فأنشأت فرعا للإتحاد العام للمرأة الفلسطينية أخذ يعمل في أماكن تجمعات اللاجئين الفلسطينيين في العراق، كما قامت مع عدد من المثقفين الفلسطينيين بتشكيل اتحاد للكتاب والصحفيين الفلسطينيين في العراق، ما لبث أن تحول إلى فرع للإتحاد العام للكتاب والصحفيين الفلسطينيين الذي تأسس بعد ذلك. وواصلت نشاطها النضالي من خلال عدة مؤسسات عامة، في مقدمتها الاتحاد العام للمرأة الفلسطينية والاتحاد العام للكتاب الفلسطينيين والمجلس الوطني الفلسطيني، وتم انتدابها في العام 1983 للعمل كمندوبة للإتحاد العام للكتاب والصحفيين الفلسطينيين لدى الاتحاد العام للصحفيين العرب، الذي انتدبها بدوره للعمل كممثلة له لدى منظمة الصحفيين العالمية في أوروبا، كما قامت بتمثيل إتحادي المرأة والكتاب الفلسطينيين في العديد من المؤتمرات والاجتماعات الدولية الخاصة بقضية فلسطين.
في عام 1988 استقالت من العمل في كلية العلوم السياسية جامعة بغداد، وانتقلت إلى تونس، حيث عملت مديرة للشؤون السياسية في مكتب رئيس اللجنة التنفيذية لمنظمة التحرير الفلسطينية، ثم مديرة لمركز التخطيط الفلسطيني التابع لرئيس اللجنة التنفيذية لمنظمة التحرير الفلسطينية، وفي العام 1994 نقلت المركز إلى قطاع غزة بعد التوقيع على إتفاقية غزة –أريحا أولا، حيث أشرفت على إعادة تأسيسه وبقيت مديرًا عامًا له حتى أواخر العام 2005.

## أعمالها
صدر لها نتاج غير قليل في الأدب والسياسة، في مقدمته مجموعتان شعريتان، وأغنيات فلسطينية ووقصيدة (سفن الرحيل)، ونتاجا متنوعا واسعا في مجالها الأدب والبحوث الثقافية والسياسية والترجمة.

## وفاتها
توفيت في 14 سبتمبر 2021 في مدينة رام الله بعد معاناة مع المرض. نعاها رئيس دولة فلسطين محمود عباس.